# Orden del haba de retama

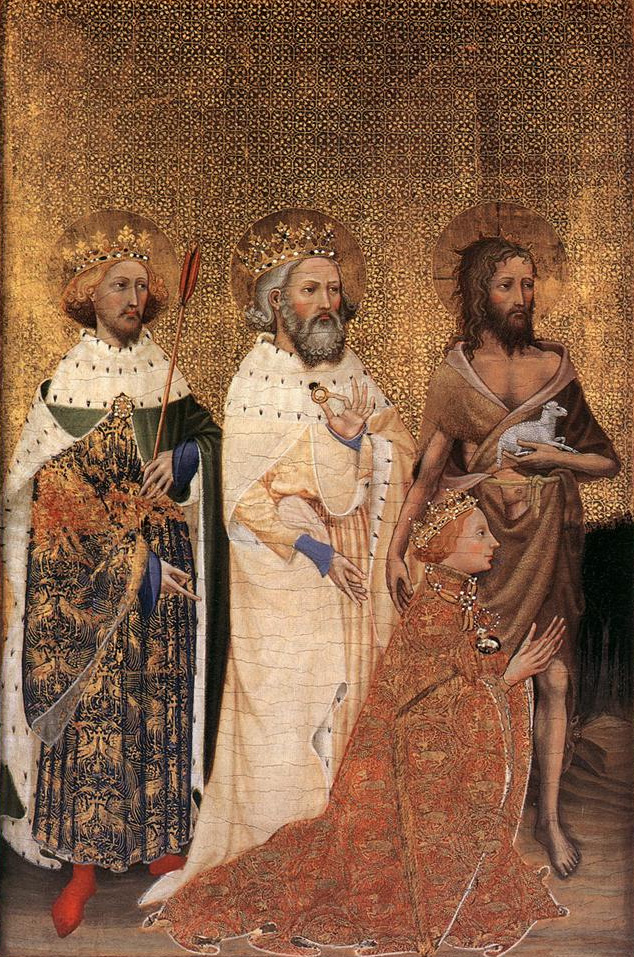
El rey Ricardo II de Inglaterra con el collar de la orden antes sus Santos patronos

La orden del haba de retama fue una orden militar instituida por Luis IX de Francia. 
El rey San Luis IX de Francia, para celebrar dignamente su casamiento con Margarita Berenguer (hija mayor de Raimundo y de Beatriz de Saboya, condes de Provenza), instituyó en el año 1234 esta orden militar aludiendo a la brillantez de la flor de la retama la modestia de Margarita. La divisa era una cruz flordesilada de gules, orillada de oro, con el mote exaltar humiles. Se llevaba pendiente de un collar compuesto de habas de retama, entrelazadas con flores de lis de oro, engarzadas en unos losanges clechados del mismo metal. Los cien caballeros que creó el fundador para su guardia inmediata estaban vestidos con una rica cota de armas, adornada con todos los atributos de la orden.